# 자오수리

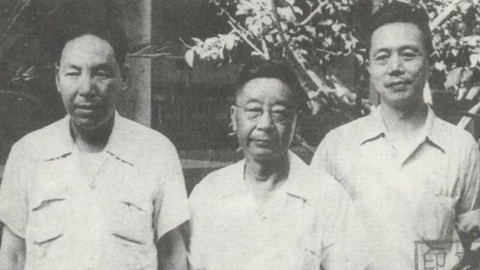

자오수리(趙樹理, 1906 ~ 1970년)은 소설가이자 중국 현대의 작가이다. 산시성(山西省) 심수(沁水) 사람이다.
몰락한 중농의 집안에서 출생. 성립(省立) 사범학교에 입학하여 학생운동에 참가했고, 재학시절부터 중국 및 유럽의 근대문학에 접하면서 스스로도 습작을 하였으며, 이 무렵부터 많은 직업을 전전하면서 대중소설과 희곡을 썼다. 항전 중에는 타이항(太行)산맥 속의 점령구에서 신문 편집 등으로 선전활동에 종사하였다. 그의 특징은 민중의 낙천적인 발상을 자기의 것으로 할 수 있다는 점. 민화풍(民話風)의 형식, 이야기의 실마리를 훌륭한 단편으로 살리고 있다는 점 등이다. 그 후 장편 <이가장(李家莊)의 변천>에서 한 농민의 깨달아 가는 과정을 그렸다.
그 후도 농업합작사(農業合作社)를 그린 장편 <삼리만(三里灣)>(1955)이나 항쟁시대의 산시(山西) 농촌의 젊은 소작농을 묘사한 <영천동(靈泉洞)>(1959, 미완) 등을 썼고 단편도 많이 발표했다.
그러나 1964년에는 그가 시대의 선두에 서는 인물을 묘사하는 점에서 소극적이라는 비판을 받았고, '문화대혁명'에서는 저우양과 연결되는 수정주의 문예의 대표자라는 비난을 받았으며 앞의 여러 작품의 가치도 부정되었으며 일설에는 자살했다고도 전해진다.